# Transport ferroviaire au Monténégro
Plan
Le transport ferroviaire au Monténégro est géré par quatre compagnies différentes qui s'occupent indépendamment des infrastructures, du transport de passagers, du fret et de la maintenance du matériel roulant. Les quatre compagnies faisaient partie de la compagnie publique ŽCG (Željeznica Crne Gore / Жељезница Црне Горе, en français : Chemins de fer du Monténégro) jusqu'à sa dissolution en 2008.
Le code attribué au Monténégro par l'Union internationale des chemins de fer est le 62.

## Histoire
La première ligne de chemin de fer ouverte sur le territoire de l'actuel Monténégro a été ouverte en 1901 entre Gabela et Zelenika. Cette ligne à voie étroite (écartement de 760 mm) a été construite par l'Autriche-Hongrie, possédant le territoire de Boka Kotorska à l'époque.
Cependant les travaux de la première ligne de chemins de fer de la principauté du Monténégro ont commencé en 1905 entre Bar et Virpazar. D'un écartement de 750 mm, cette ligne de 43,3 km a été ouverte en 1908. Son extension de Virpazar à Cetinje (alors capitale) était prévue mais n'a pas été réalisée à cause d'un manque de financements et du début de la Première Guerre mondiale. Cette ligne de montagne, historique, surmontait un dénivelé de 550 m sur 22 km. Cette montée atteignait une pente maximale de 40 ‰ au niveau de la montagne Sutorman. Cette prouesse n'était pas due à la technique de crémaillère mais à un tracé innovant mis au point par des ingénieurs italiens. Les vitesses d'exploitation étaient cependant faibles, 18 km/h pour le transport de passagers et 12 km/h pour le fret.
Le réseau ferroviaire s'est étendu durant la période pendant laquelle le Monténégro faisait partie du royaume de Yougoslavie. En 1927, la ligne Podgorica - Plavnica (écartement de 600 mm) est ouverte, suivie par la ligne Bileća - Nikšić en 1938. À cette époque, le réseau mesurait 143 km de longueur mais n'était pas standardisé. En effet, bien que l'écartement le plus fréquent était de 760 mm, certaines lignes possédaient des écartements plus faibles, notamment 750 mm et 600 mm. Ces différences compliquaient le fonctionnement du réseau et imposaient un transport multimodal. Ainsi le fret arrivé à Bar et à destination de Podgorica devait être transporté par rail de Bar à Virpazar (750 mm) puis par bateau sur le lac de Skadar pour rejoindre Plavnica et enfin à nouveau par le rail de Plavnica à Podgorica (600 mm). Le transport ferroviaire du Monténégro était donc sous-développé et mal organisé avant qu'éclate la Seconde Guerre mondiale.
La ligne Podgorica - Nikšić (écartement de 760 mm) est terminée après la Seconde Guerre mondiale, en 1948. Le premier pas vers la modernisation du réseau est le début de la construction de la partie monténégrine de la ligne Belgrade - Bar. La première tranche des travaux (de Bar à Podgorica) est achevée en 1959, il s'agit alors de la première section à écartement standard du Monténégro. À la même époque les lignes étroites Podgorica - Plavnica et Bar - Virpazar sont mises hors service. En 1965, le corridor Podgorica - Nikšić est modernisé et la ligne est passée à écartement standard, standardisant ainsi la totalité de la connexion de Bar à Nikšić via Podgorica. Les petites lignes Nikšić - Bileća et Gabela - Zelenika sont fermées à la même époque. La partie monténégrine du projet ferroviaire Belgrade-Bar (de Bar à Vrbnica, à la frontière serbe) est terminée en 1976, connectant Bar et Podgorica au Nord du Monténégro, à la Serbie ainsi qu'au réseau ferroviaire européen. À cette époque la longueur du réseau monténégrin atteint 215 km et la transition de l'écartement étroit à l'écartement standard est terminée.
Le dernier ajout au réseau ferroviaire monténégrin est la ligne Podgorica – Shkodër, ouverte en 1986. Depuis son ouverture cette ligne est réservée au transport de marchandises.

## Réseau

### Caractéristiques
Dans sa totalité, le réseau ferroviaire monténégrin fait 250 km de long dont 224 km de voies électrifiées à 25 kV, 50 Hz AC. L'écartement de l'ensemble des voies est de 1 435 mm soit l'écartement standard. Il y a 121 tunnels couvrant 58 km de voies, ainsi que 120 ponts et 9 galeries. Le réseau est constitué de trois lignes qui convergent à Podgorica.
- La ligne Belgrade-Bar est la colonne vertébrale du réseau. Ouverte en 1979, cette ligne est une prouesse technique qui comprend de nombreux ponts et tunnels, dont le viaduc de Mala-Rijeka (le plus haut viaduc ferroviaire au monde) et le tunnel de Sozina (6,2 km de long). Un tiers de la partie monténégrine de cette ligne est dans un tunnel ou sur un viaduc. À partir des années 1990, le financement attribué à cette ligne est devenu insuffisant, entraînant des détériorations. Cette situation a culminé en 2006 avec l'accident ferroviaire de Bioče qui a coûté la vie à 47 personnes. Depuis ce déraillement, des efforts ont été faits pour remettre la ligne à niveau et la section nord a déjà été rénovée.

- La ligne Nikšić-Podgorica (56,6 km de long) a été construite en 1947 avec un écartement de 760 mm. Elle a été modifiée en voie normale en 1965. À partir de 1992, la ligne n'a plus été utilisée que pour le transport de marchandises, notamment pour le transport de bauxite de la mine de Nikšić à l'usine d'aluminium de Podgorica. La vitesse maximale a alors été réduite à 30 km/h. La ligne a été rénovée et électrifiée entre 2006 et 2012, permettant la ré-introduction du transport de voyageurs fin 2012. Les vitesses maximales sont maintenant comprises entre 75 et 100 km/h.

- La ligne Podgorica-Shkodër qui s'étend ensuite jusqu'à Tirana a été construite en 1985. Depuis son ouverture elle n'a été utilisée que pour le fret. Certaines parties de la ligne situées en Albanie ont été détruites en 1997 mais la connexion a été restaurée en 2002. Des projets de rénovation et d'ouverture au trafic voyageurs sont évoqués au Monténégro et en Albanie.

### Liste des lignes
| Ligne               | longueur (en km) | Villes desservies              | date de mise en service                                | Nombre de voies | électrification |
| ------------------- | ---------------- | ------------------------------ | ------------------------------------------------------ | --------------- | --------------- |
| Belgrade - Bar      | 167,4            | Bijelo Polje - Podgorica - Bar | Podgorica – Bar : 1959 Bijelo Polje – Podgorica : 1976 | voie unique     | oui             |
| Nikšić - Podgorica  | 56,4             | Nikšić - Podgorica             | 1947                                                   | voie unique     | oui             |
| Podgorica - Shkodër | 24,7             | Podgorica - Tuzi               | 1985                                                   | voie unique     | non             |

### Connexions ferroviaires avec les pays adjacents
Le Monténégro possède une connexion ferroviaire avec deux de ses quatre pays voisins :
- Serbie : même écartement, même signalisation
- Albanie : même écartement, utilisée uniquement pour le fret
- Croatie : aucune connexion directe
- Bosnie-Herzégovine : aucune connexion directe

### Gestion
Depuis 2008, le réseau ferroviaire monténégrin est géré par la compagnie publique ŽICG (Жељезничка Инфраструктура Црне Горе / Željeznička Infrastruktura Crne Gore) basée à Podgorica. Elle s'occupe de la gestion et de la maintenance du réseau.

## Transport de passagers
Depuis 2008 et la dissolution de la compagnie publique nationale ŽCG, quatre compagnies publiques gèrent le transport ferroviaire au Monténégro. La compagnie publique ŽPCG (Жељезнички превоз Црне Горе / Željeznički prevoz Crne Gore) est chargée du transport de passagers et de l'exploitation du matériel roulant nécessaire à ce transport.
Cette compagnie basée à Podgorica possède 39 locomotives (23 diesel, 19 électriques) et 5 automoteurs (traction électrique). Une partie de ces locomotives ne sont pas en état de marche et nécessite des réparations.

## Fret
La compagnie publique Montecargo est chargée du transport de marchandises à l'intérieur du Monténégro et de l'exploitation des locomotives et des wagons affectés au transport du fret. Montecargo dispose de 17 locomotives (dont 15 en état de fonctionnement) et de 713 wagons de fret.
En 2010, le chiffre d'affaires de Montecargo était de 10 millions d'euros et son résultat net était de 1,5 million d'euros. Cette entreprise emploie 209 personnes.

## Entretien du matériel roulant
L'entreprise publique OŽVS (Održavanje željezničkih voznih sredstava / Одржавање желјезничких возних средстава) s'occupe de l'entretien du matériel roulant utilisé pour le transport de passagers et de marchandises. Cette compagnie faisait partie de ŽPCG avant de devenir une entreprise distincte en 2011.

## Source
- (en) Cet article est partiellement ou en totalité issu de l’article de Wikipédia en anglais intitulé « Rail transport in Montenegro » (voir la liste des auteurs).